# День без вечора
«День без вечора» (латис. «Diena bez vakara») — радянська кіноповість, фільм режисера Маріса Рудзітіса, знятий за сценарієм Мієрвалдіса Бірзе на Ризькій кіностудії в 1962 році. Випуск на екран відбувся 30 квітня 1963 року.

## Сюжет
У туберкульозному санаторії йдуть роботи над створенням нових ліків. Головний лікар Егле опромінився при контакті з радіаційними матеріалами. Допомогти, на його думку, повинні ті зразки, які були отримані під час проведення експерименту. Велика дружба пов'язує Егле зі скульптором Мурашкою. У важкі хвилини він знаходить заспокоєння в спілкуванні з близькою йому за духом людиною. Приїзд з Москви професора Дубнова — старого друга Егле — вселив надію на одужання, але проведена операція не дала очікуваного результату. Перед смертю Егле встигає передати матеріали своїх наукових робіт колезі. Є надія, що вони допоможуть боротися з подібними хворобами в недалекому майбутньому.

## У ролях
- Вія Артмане — Кайре
- Лідія Фреймане — медсестра Гарша
- Вальдемар Зандберг — лікар Берсон
- Альфред Віденієкс — Егле
- Велта Ліне — Херта Егле
- Артур Калейс — Мурашка
- Карліс Себріс — директор
- Харій Авенс — Вагуліс
- Валентінс Скулме — Ведінгс
- Лідія Пупуре — Лазда

## Знімальна група
- Режисер: Маріс Рудзітіс
- Автор сценарію: Мієрвалдіс Бірзе
- Оператор: Мікс Звірбуліс
- Художник-постановник: Лаймдоніс Грасманіс
- Композитор: Микола Золотонос
- Звукорежисер: Гліб Коротеєв